# Dane Ingham
Dane James Ingham (Lismore, 8 juni 1999) is een Nieuw-Zeelands-Australisch voetballer  die doorgaans speelt als rechtsback. In juni 2025 verruilde hij Newcastle Jets voor Sabah. Ingham maakte in 2017 zijn debuut in het Nieuw-Zeelands voetbalelftal. Hij is de jonge broer van profvoetballer Jai Ingham.

## Clubcarrière
Ingham speelde in de jeugd van Brisbane Roar en maakte bij die club ook zijn professionele debuut. Op 11 februari 2017 speelde hij voor het eerst mee, toen met 2–2 gelijkgespeeld werd op bezoek bij Melbourne City. Hij mocht van coach John Aloisi in de basis beginnen en hij speelde het gehele duel mee. Zeven dagen later speelde Brisbane Roar opnieuw met 2–2 gelijk, ditmaal op bezoek bij Perth Glory. Ingham wist in deze wedstrijd ook tot scoren te komen, in de veertigste minuut zetten hij Brisbane voor de tweede keer op voorsprong.
Medio 2019 maakte Ingham transfervrij de overstap naar Perth Glory. Twee seizoenen later nam Newcastle Jets Ingham over toen zijn contract was afgelopen. In mei 2023 werd zijn aflopende verbintenis opengebroken en met twee seizoenen verlengd. In juni 2025 verkaste Ingham naar Sabah.

## Clubstatistieken
| Seizoen | Club           | Competitie | Competitie | Competitie | Beker | Beker | Internationaal | Internationaal | Totaal | Totaal |
| Seizoen | Club           | Competitie | Wed.       | Dlp.       | Wed.  | Dlp.  | Wed.           | Dlp.           | Wed.   | Dlp.   |
| ------- | -------------- | ---------- | ---------- | ---------- | ----- | ----- | -------------- | -------------- | ------ | ------ |
| 2016/17 | Brisbane Roar  | A-League   | 3          | 1          | 1     | 0     | 4              | 0              | 8      | 1      |
| 2017/18 | Brisbane Roar  | A-League   | 3          | 0          | 0     | 0     | 1              | 0              | 4      | 0      |
| 2018/19 | Brisbane Roar  | A-League   | 13         | 0          | 0     | 0     | —              | —              | 13     | 0      |
| 2019/20 | Perth Glory    | A-League   | 9          | 2          | 0     | 0     | —              | —              | 9      | 2      |
| 2020/21 | Perth Glory    | A-League   | 21         | 1          | 1     | 0     | 5              | 0              | 27     | 1      |
| 2021/22 | Newcastle Jets | A-League   | 23         | 0          | 2     | 0     | —              | —              | 25     | 0      |
| 2022/23 | Newcastle Jets | A-League   | 24         | 0          | 2     | 0     | —              | —              | 26     | 0      |
| 2023/24 | Newcastle Jets | A-League   | 27         | 0          | 3     | 0     | —              | —              | 30     | 0      |
| 2024/25 | Newcastle Jets | A-League   | 13         | 0          | 3     | 0     | —              | —              | 16     | 0      |
| Totaal  | Totaal         | Totaal     | 136        | 4          | 12    | 0     | 10             | 0              | 158    | 4      |

Bijgewerkt op 16 juni 2025.

## Interlandcarrière
Ingham maakte zijn debuut in het Nieuw-Zeelands voetbalelftal op 28 maart 2017, toen met 2–0 gewonnen werd van Fiji. Ryan Thomas tekende in dit duel voor beide doelpunten. Ingham mocht van bondscoach Anthony Hudson als rechtsback in de basis beginnen en hij speelde de gehele wedstrijd mee. De andere debutant dit duel was zijn oudere broer Jai Ingham (Melbourne Victory). Hudson nam Ingham in de zomer van 2017 op in zijn selectie voor de Confederations Cup. Hier werd hij de op een na jongste speler ooit in de geschiedenis van het toernooi. Alleen landgenoot Chris Wood was ooit jonger, in 2009.
| Interlands van Dane Ingham voor Nieuw-Zeeland | Interlands van Dane Ingham voor Nieuw-Zeeland | Interlands van Dane Ingham voor Nieuw-Zeeland | Interlands van Dane Ingham voor Nieuw-Zeeland | Interlands van Dane Ingham voor Nieuw-Zeeland | Interlands van Dane Ingham voor Nieuw-Zeeland | Interlands van Dane Ingham voor Nieuw-Zeeland |
| №                                             | Datum                                         | Wedstrijd                                     | Uitslag                                       | Competitie                                    | Goals                                         |                                               |
| Als speler bij Brisbane Roar                  | Als speler bij Brisbane Roar                  | Als speler bij Brisbane Roar                  | Als speler bij Brisbane Roar                  | Als speler bij Brisbane Roar                  | Als speler bij Brisbane Roar                  | Als speler bij Brisbane Roar                  |
| --------------------------------------------- | --------------------------------------------- | --------------------------------------------- | --------------------------------------------- | --------------------------------------------- | --------------------------------------------- | --------------------------------------------- |
| 1                                             | 28 maart 2017                                 | Nieuw-Zeeland – Fiji                          | 2 – 0                                         | WK 2018 kwalificatie                          |                                               |                                               |
| 2                                             | 12 juni 2017                                  | Wit-Rusland – Nieuw-Zeeland                   | 1 – 0                                         | Vriendschappelijk                             |                                               |                                               |
| 3                                             | 21 juni 2017                                  | Mexico – Nieuw-Zeeland                        | 2 – 1                                         | Confederations Cup 2017                       |                                               |                                               |
| 4                                             | 24 juni 2017                                  | Nieuw-Zeeland – Portugal                      | 0 – 4                                         | Confederations Cup 2017                       |                                               |                                               |
| 5                                             | 6 oktober 2017                                | Japan – Nieuw-Zeeland                         | 2 – 1                                         | Vriendschappelijk                             |                                               |                                               |
| 6                                             | 24 maart 2018                                 | Canada – Nieuw-Zeeland                        | 1 – 0                                         | Vriendschappelijk                             |                                               |                                               |
| 7                                             | 2 juni 2018                                   | Kenia – Nieuw-Zeeland                         | 2 – 1                                         | Vriendschappelijk                             |                                               |                                               |
| Als speler bij Newcastle Jets                 |                                               |                                               |                                               |                                               |                                               |                                               |
| 8                                             | 18 maart 2022                                 | Papoea-Nieuw-Guinea – Fiji                    | 0 – 1                                         | WK 2018 kwalificatie                          |                                               |                                               |
| 9                                             | 21 maart 2022                                 | Nieuw-Zeeland – Fiji                          | 4 – 0                                         | WK 2018 kwalificatie                          |                                               |                                               |
| 10                                            | 9 juni 2022                                   | Oman – Nieuw-Zeeland                          | 0 – 0                                         | Vriendschappelijk                             |                                               |                                               |
| 11                                            | 22 september 2022                             | Australië – Nieuw-Zeeland                     | 1 – 0                                         | Vriendschappelijk                             |                                               |                                               |
| 12                                            | 23 maart 2023                                 | Nieuw-Zeeland – China                         | 0 – 0                                         | Vriendschappelijk                             |                                               |                                               |
| 13                                            | 22 maart 2024                                 | Egypte – Nieuw-Zeeland                        | 1 – 0                                         | Vriendschappelijk                             |                                               |                                               |

Bijgewerkt op 16 juni 2025.